# Гринландия (фестиваль)

Эмблема фестиваля «Гринландия-2009», посвящённого году молодёжи в ПФО

Гринла́ндия — всероссийский фестиваль авторской песни. Проводится ежегодно в июле на берегу реки Быстрицы в селе Башарово города Кирова. Своё название фестиваль получил по имени Александра Грина, известного писателя-романтика родом из Вятской губернии. Ежегодно фестиваль собирает около 700 исполнителей из 150 городов России и СНГ.

## История
С 1984 года в кировском ДК «Космос» стал ежегодно проводиться фестиваль авторской песни. В 1987 году при поддержке кировского горкома ВЛКСМ на берегу реки Быстрицы состоялся первый фестиваль, тогда ещё без названия. В следующем году фестивалю дали имя «Гринландия» в честь уроженца Вятской губернии писателя-романтика Александра Грина. Гостями и членами жюри были известные барды Владимир Ланцберг, Дмитрий Дихтер, Галина Крылова, Борис Бурда, Александр Иванов, Елена Казанцева. С распадом СССР фестиваль перестал проводиться, а вновь возродился в 1999 г. 
В июле 1998 года по реке Вятке на пароходе «Ассоль» от Котельнича до Кирова проплыла творческая лаборатория авторской песни. В 1999 году при поддержке группы компаний «Спутник» был проведён первый фестиваль после 8-летнего перерыва. Бессменным организатором фестиваля выступает Администрация города Кирова. 16 июля 2008 года решением Генерального совета политической партии «Единая Россия» фестиваль получил статус постоянно действующего проекта партии.